# Saint-Martin-aux-Bois
Saint-Martin-aux-Bois ist eine französische Gemeinde mit 270 Einwohnern (Stand 1. Januar 2022) im Département Oise in der Region Hauts-de-France (vor 2016 Picardie). Sie gehört zum Arrondissement Clermont und zum Kanton Estrées-Saint-Denis (bis 2015 Maignelay-Montigny). 

## Geographie
Saint-Martin-aux-Bois liegt etwa 35 Kilometer nordwestlich von Compiègne. Umgeben wird Saint-Martin-aux-Bois von den Nachbargemeinden Coivrel im Norden, Montgerain im Norden und Nordosten, Ménévillers im Osten, Montiers im Süden, Léglantiers im Südwesten, Ravenel im Westen und Südwesten sowie Maignelay-Montigny im Westen und Nordwesten.

## Bevölkerungsentwicklung
| Jahr                      | 1962 | 1968 | 1975 | 1982 | 1990 | 1999 | 2006 | 2013 |
| Einwohner                 | 251  | 218  | 225  | 220  | 245  | 282  | 293  | 291  |
| Quelle: Cassini und INSEE |      |      |      |      |      |      |      |      |

## Sehenswürdigkeiten
Siehe auch: Liste der Monuments historiques in Saint-Martin-aux-Bois
- Kloster Saint-Martin-de-Ruricourt, 1040 als Augustinerkloster gegründet, 1790 geschlossen, seit 1840 Monument historique

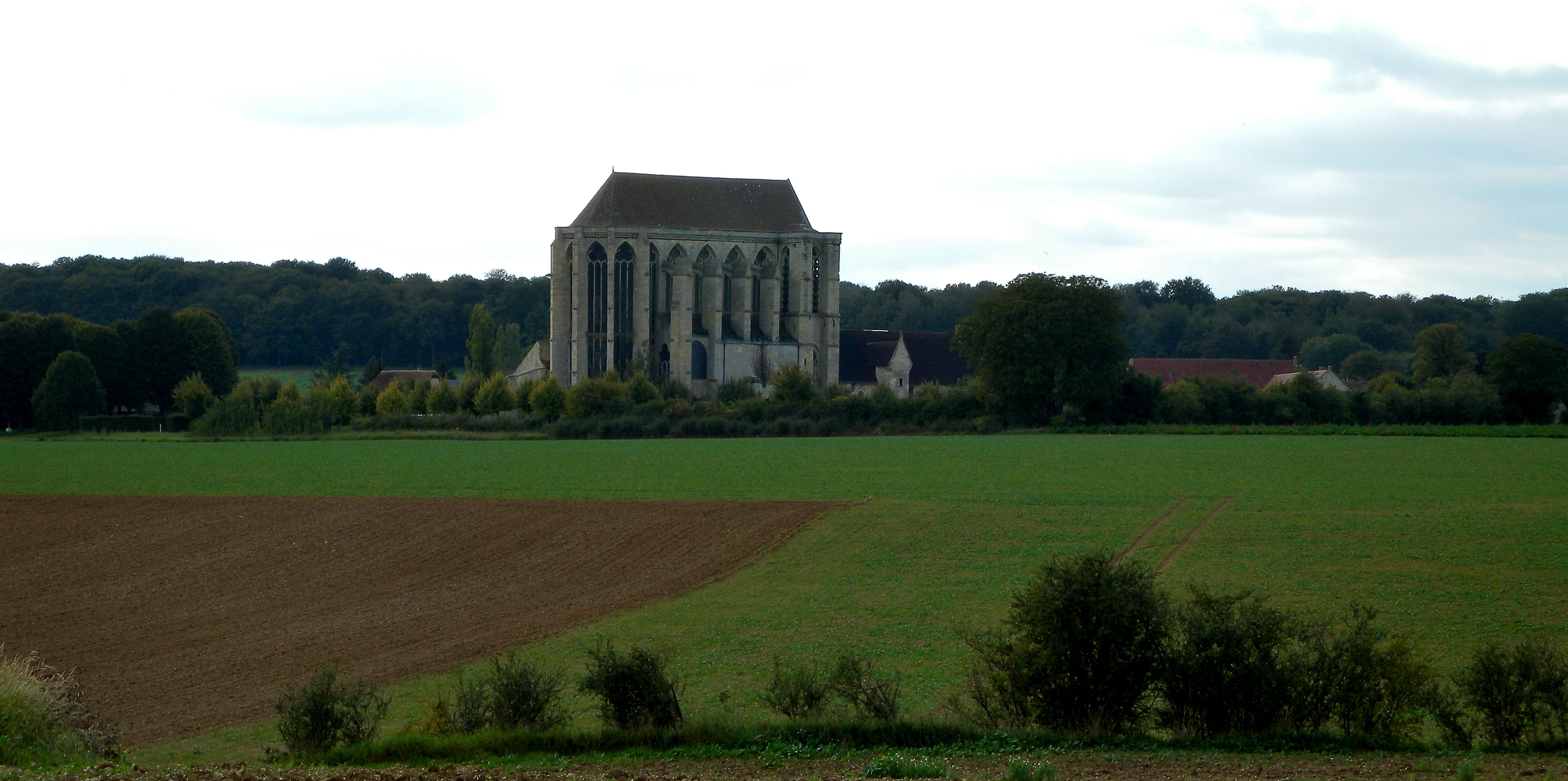
Reste des Klosters mit der Klosterkirche Saint-Martin